# Майя-Лопес, Мария
Мария ду Коуту Майя-Лопиш (порт. Maria do Couto Maia-Lopes; 24 октября 1890, Грижо, Вила-Нова-ди-Гая, Порту, Португалия — 25 июля 2005, там же) — португальская долгожительница. Была старейшим ныне живущим человеком в Португалии (после смерти Жозе Ферейры-Андраде 22 февраля 2000 года) до своей смерти 25 июля 2005 года и самым старым человеком в истории Португалии (114 лет и 274 дня), однако позже её рекорд побила Мария де Жезуш душ Сантуш. Также на момент смерти она была пятым ныне живущим человеком в мире.

## Биография
Родилась 24 октября 1890 года в Грижо, Португалия. Она помнила как последний король Португалии Мануэл II посетил соседний город Эшпинью 23 ноября 1908 года.
Мария имела восемь дочерей, семь внуков, десять правнуков и пять праправнуков. Её муж умер в 1942 году. Одна из её правнучек вышла замуж за внука Аугушту Морейра ди Оливейры — старейшего мужчины в истории Португалии (112 лет и 130 дней).
В последние годы Мария почти оглохла и ослепла. С 2002 года она была прикована к постели после несчастного случая, когда она вылила себе на ноги кипящую воду. Мария де Коуто Майя-Лопес умерла 25 июля 2005 года в Грижо в возрасте 114 лет и 274 дня. По состоянию на сентябрь 2018 входила в список 55 старейших людей в истории.